# Altos hornos de Marbella
Los altos hornos de Marbella fueron el segundo establecimiento siderúrgico de España, fundados en 1826. Se encontraban situados a 9 km de Marbella, provincia de Málaga, en la margen derecha del río Verde.

## Historia

### Inicios
En 1826, durante el reinado de Fernando VII, se promulgó el Real Arancel General de entrada de frutos, géneros y efectos del extranjero cuyos efectos proteccionistas favorecían la producción siderúrgica española. Beneficiándose de esta medida, así como de la demanda en Andalucía y Extremadura de productos como instrumentos de labranza, flejes para toneles, anclas o cadenas para barcos, un grupo de empresarios impulsaron en 1826 la creación de la ferrería de La Concepción. Este establecimiento industrial de tipo inglés inaugurado en 1828, contaba con 2 ruedas hidráulicas en el que trabajaban 1084 hombres y 836 acémilas. Los primeros altos hornos de España se pusieron en marcha en la localidad cántabra de Lierganes, como comienzo de lo que serían las reales fábricas de artillería de Lierganes y la Cavada. La primera fundición se realizó en 1620, 80 años antes de los de Ronda y 170 años antes que los de Sagardelos por lo que la mayoría de las notas en este sentido son erróneas. Sería el segundo de su clase en España, solamente por detrás del impulsado por el marqués de Sargadelos en Ribadeo de 1794.  Los socios fundadores de La Concepción fueron Manuel Agustín Heredia, Pedro Pablo Valle, Jaime Setta, Juan Mirasol, Juan Giró, Jorge Loring y Cía, Domingo de Orueta Aguirre, Manuel Enríquez, López Lerdo y Cía y Francisco Antonio Elorza, como ingeniero. Además, algunos de estos socios impulsaron una segunda ferrería ya que la participación mayoritaria en La Concepción la tenía Manuel Agustín Heredia. En septiembre del mismo año 1828 entraría en funcionamiento este segundo establecimiento, conocido como la ferrería El Ángel. Así, los altos hornos de Marbella estarían integrados por dos establecimientos, la fábrica de La Concepción, o de arriba, y la fábrica El Ángel, o de abajo.

### La Concepción (Marbella) y La Constancia (Málaga) y auge de la siderurgia malagueña
Con el asesoramiento del guipuzcoano Francisco Antonio Elorza, militar experto en fundiciones y minas, Manuel Agustín Heredia decide transformar el sistema de producción de la fábrica de La Concepción. Para ello edificó en 1833 una nueva ferrería en la ciudad de Málaga, la gran ferrería La Constancia. A partir de entonces, para la producción siderúrgica se estableció un sistema de producción indirecto, con el empleo de los altos hornos de La Concepción que empleaban carbón vegetal y realizando en La Constancia la pudelación del arrabio con carbón mineral importado desde Inglaterra en la playa de Málaga. La siderurgia malagueña de Heredia, con sus dos ferrerías de Marbella y Málaga, acapararía la producción nacional de hierros durante la década de los años 30 debido a la inoperancia de la siderurgia del País Vasco por la primera guerra carlista, un nuevo arancel proteccionista en 1931 y las mejoras técnicas que permitían mejorar su producción y sus precios. El gibraltareño Juan Giró tenía una importante participación en El Ángel y se convirtió en su director a partir de 1841. Siguiendo los pasos de Manuel Agustín Heredia, abrió también la fábrica El Ángel en la Malagueta para seguir el mismo sistema productivo indirecto de altos hornos en Marbella y afino en Málaga.

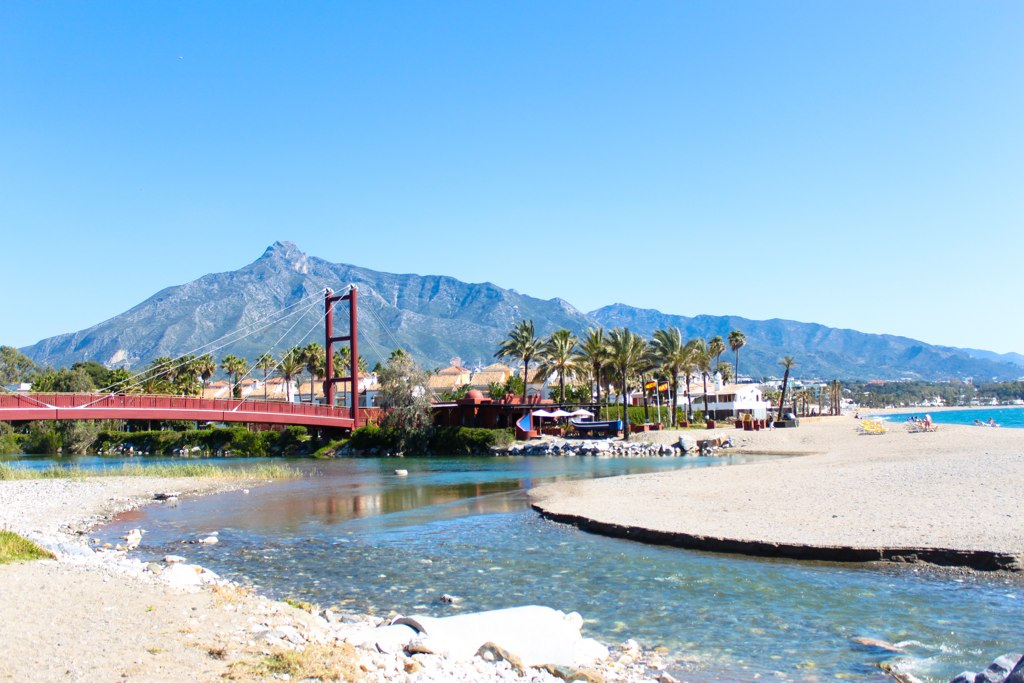
Desembocadura del río Verde, desde donde se embarcaría el hierro dulce a La Constancia para su afino.

Este establecimiento pionero de la industria en Andalucía se surtían de un rico yacimiento de magnetita situado en Ojén, conocido como la mina del Peñoncillo, inscrito a nombre de La Concepción. Además, empleaba como combustible el carbón vegetal obtenido de la tala de los montes de la cercana sierra de las Apretaderas y sierra Real, entre las que se encontraban las arrendadas al conde de Luque, inicialmente por un plazo de diez años. Por último, empleaba la fuerza hidráulica del curso de agua del río Verde. Dependiendo de la aduana de Marbella había un fondeadero cerca de la desembocadura de río Verde para el transporte marítimo a La Constancia y a El Ángel, en Málaga. La actividad de carbonería en las sierras que surtían a las ferrerías fue muy importante en tanto que su transporte ocupaba a una gran parte de la población de Benahavís.
El diccionario geográfico estadístico de Pascual Madoz describiría los altos hornos en 1847, identificando el horno para calcinación, dos fraguas comunes, 4 estufas para calentar el aire, 3 máquinas de viento, una rueda hidráulica y una máquina de vapor. En honor a la primera ferrería de su padre, Amalia Heredia Livermore, hija del industrial, le puso La Concepción a su residencia en Málaga.

### Pérdida de competitividad y cese de la actividad de los altos hornos
A partir de 1860 comienza la pujanza de la siderurgia asturiana de la Fábrica de la Felguera. En motivo del crecimiento de La Felguera fue que el empleo del coque como combustible le permitía producir hierro dulce a la mitad del coste del producido en La Concepción de Marbella. En 1862 cierra la fábrica de El Ángel, o de abajo, para reconvertirse en fábrica de harinas hasta 1877. En 1868 La Concepción es comprada por los hermanos Malcolm de Glasgow cuyo interés se encontraba únicamente en la explotación de las minas del Peñoncillo de Ojén para su exportación a Inglaterra. Construyeron el ferrocarril minero San Juan Bautista desde las minas Ojén primero hasta una explanada en la playa para construir después y el muelle de hierro para la carga del mineral que se inauguraría en 1872. La explotación las minas de Ojén por la Marbella Iron Ore Company Ltd. continuó hasta 1934.
En 1915 el geólogo Domingo de Orueta y Duarte condujo sus estudios sobre la existencia del platino en la zona de río Verde desde las instalaciones de La Concepción.

### Patrimonio industrial de Marbella
Algunas de las instalaciones de La Concepción se conservan en la actualidad, en estado precario. Se identifican las instalaciones de los altos hornos, con tres hornos en desigual estado de conservación, edificios anexos y el emplazamiento de la rueda hidráulica así como indicios de canalizaciones, caminos y otras instalaciones auxiliares a las que se le ha dado un uso residencial. De la fábrica de El Ángel no quedan testimonios, la zona albergó posteriormente la colonia agrícola El Ángel y en la actualidad la barriada El Ángel, encontrándose en una zona de Nueva Andalucía intensamente urbanizada.
En la actualidad la administración autonómica y municipal propone la salvaguarda y puesta en valor del patrimonio industrial de Marbella en su importante contribución a historia de la industria en Andalucía en la revolución industrial del siglo XIX. Ejemplos de estas actuaciones son el Trapiche de Guadaiza, la Alcoholera de San Pedro Alcántara y el Cortijo Miraflores.